# Prince impérial (Brésil)
Pour les articles homonymes, voir Prince impérial.
Prince impérial du Brésil (en portugais : Príncipe Imperial do Brasil) est le titre créé après la proclamation de l'indépendance du Brésil en 1822 pour désigner l'héritier apparent, ou héritier présomptif, du trône impérial brésilien. Depuis la proclamation de la république en 1889, le titre continue d'être utilisé comme titre de courtoisie.

## Histoire du titre
Selon l'article 105 de la Constitution brésilienne de 1824, le titre de prince impérial est utilisé pour désigner l'héritier présomptif du trône impérial. La Constitution précise également que l'aîné des enfants du prince impérial, c'est-à-dire le second dans l'ordre de succession au trône, est désigné comme prince du Grão-Pará, tous deux portant le prédicat d'altesse impériale. Selon la Constitution et certaines règles ultérieures, les membres dynastes de la famille impériale brésilienne doivent épouser des membres d'autres lignées dynastiques, afin de respecter l'égalité de naissance, pour conserver leurs titres impériaux.
En outre, le prince impérial, le prince du Grão-Pará et tous les autres princes brésiliens se voient attribuer un siège au Sénat lorsqu'ils atteignent l'âge de 25 ans. Toutefois, seule la princesse Isabelle a effectivement siégé au Sénat, à partir de 1871, devenant la première femme sénatrice de l'histoire du Brésil.
Le dernier empereur du Brésil, Pierre II, meurt en 1891, deux ans après l'abolition de la monarchie brésilienne. Sa fille, Isabelle, est la dernière détentrice du titre pendant l'existence de l'Empire. Depuis lors, le titre est utilisé par l'héritier du chef de la maison impériale du Brésil.

Étendard du prince impérial du Brésil.
Armoiries du prince impérial sous l'Empire.
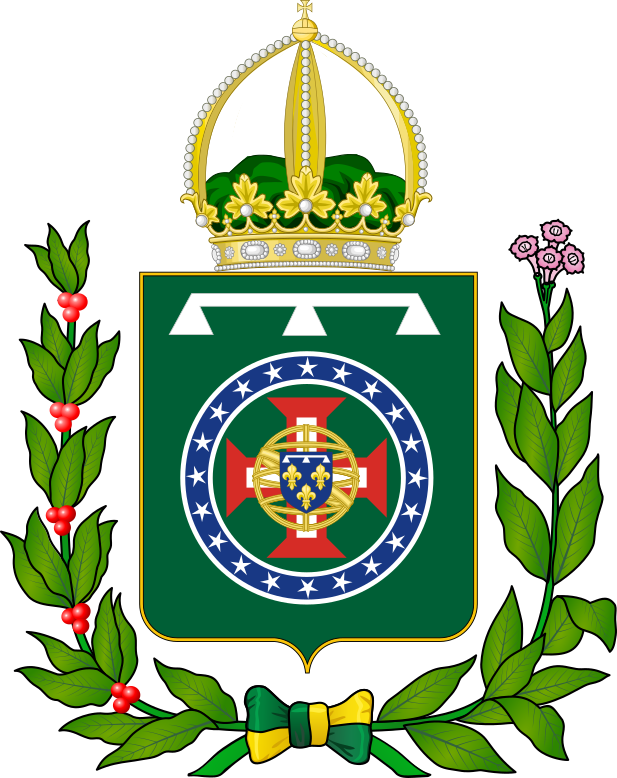
Armoiries actuelles du prince impérial.

## Liste des princes impériaux du Brésil

### Brésil impérial (1822-1889)
| Nom                                                          | Portrait                  | Début            | Fin              | Souverain  | Relation avec le monarque |
| ------------------------------------------------------------ | ------------------------- | ---------------- | ---------------- | ---------- | ------------------------- |
| Marie de Portugal (4 avril 1818 – 15 novembre 1853)          | Marie de Portugal         | 7 septembre 1822 | 2 décembre 1825  | Pierre Ier | Fille                     |
| Pierre du Brésil (2 décembre 1825 – 5 décembre 1891)         | Pierre du Brésil          | 2 décembre 1825  | 7 avril 1831     | Pierre Ier | Fils                      |
| Marie de Portugal (4 avril 1818 – 15 novembre 1853)          | Marie de Portugal         | 7 avril 1831     | 30 octobre 1835  | Pierre II  | Sœur                      |
| Janvière du Brésil (11 mars 1822 – 18 mars 1901)             | Janvière du Brésil        | 30 octobre 1835  | 23 février 1845  | Pierre II  | Sœur                      |
| Alphonse du Brésil (23 février 1845 – 11 juin 1847)          | Alphonse du Brésil        | 23 février 1845  | 11 juin 1847     | Pierre II  | Fils                      |
| Isabelle du Brésil (29 juillet 1846 – 14 novembre 1921)      | Isabelle du Brésil        | 11 juin 1847     | 19 juillet 1848  | Pierre II  | Fille                     |
| Pierre-Alphonse du Brésil (19 juillet 1848 – 9 janvier 1850) | Pierre-Alphonse du Brésil | 19 juillet 1848  | 9 janvier 1850   | Pierre II  | Fils                      |
| Isabelle du Brésil (29 juillet 1846 – 14 novembre 1921)      | Isabelle du Brésil        | 9 janvier 1850   | 15 novembre 1889 | Pierre II  | Fille                     |

### Après la monarchie (depuis 1889)
| Nom                                                                      | Portrait                          | Début            | Fin              | Remarques |
| ------------------------------------------------------------------------ | --------------------------------- | ---------------- | ---------------- | --- |
| Isabelle du Brésil (29 juillet 1846 – 14 novembre 1921)                  | Isabelle du Brésil                | 15 novembre 1889 | 5 décembre 1891  | Après l'abolition de la monarchie, Isabelle reste, de jure et pour les monarchistes brésiliens, l'héritière du trône jusqu'à la mort de Pierre II. Elle lui succède à la tête de la maison impériale du Brésil. |
| Pierre d'Orléans-Bragance (15 octobre 1875 – 29 janvier 1940)            | Pierre d'Orléans-Bragance         | 5 décembre 1891  | 30 octobre 1908  | Prince du Grão-Pará de 1875 à 1891, Pierre devient prince impérial à la mort de son grand-père Pierre II mais renonce à ses droits au trône en 1908 pour épouser Élisabeth Dobrzensky de Dobrzenicz.            |
| Louis d'Orléans-Bragance (26 janvier 1878 – 26 mars 1920)                | Louis d'Orléans-Bragance          | 30 octobre 1908  | 26 mars 1920     | Frère du précédent, Louis devient premier dans l'ordre de succession théorique au trône du Brésil après la renonciation de celui-ci.                                                                            |
| Pedro Henrique d'Orléans-Bragance (13 septembre 1909 – 5 juillet 1981)   | Pedro Henrique d'Orléans-Bragance | 26 mars 1920     | 14 novembre 1921 | Fils du précédent, il lui succède comme prétendant au titre de prince impérial jusqu'à la mort de sa grand-mère Isabelle en 1921.                                                                               |
| Luís Gastão d'Orléans-Bragance (en) (19 février 1911 – 8 septembre 1931) | Luís Gastão d'Orléans-Bragance    | 14 novembre 1921 | 8 septembre 1931 | Frère du précédent, il est prince impérial depuis la mort de sa grand-mère Isabelle en 1921 jusqu'à sa propre mort en 1931.                                                                                     |
| Pia-Maria d'Orléans-Bragance (4 mars 1913 – 24 octobre 2000)             | Pia-Maria d'Orléans-Bragance      | 8 septembre 1931 | 6 juin 1938      | Sœur du précédent, Pia-Maria devient princesse impériale à la mort de son frère et le reste jusqu'à la naissance de son neveu Luiz.                                                                             |
| Luiz d'Orléans-Bragance (6 juin 1938 – 15 juillet 2022)                  | Luiz d'Orléans-Bragance           | 6 juin 1938      | 5 juillet 1981   | Fils du prince Pedro Henrique, il est prince impérial de 1938 à 1981, année où il succède à son père comme chef de la maison impériale.                                                                         |
| Bertrand d'Orléans-Bragance (né le 2 février 1941)                       | Bertrand d'Orléans-Bragance       | 5 juillet 1981   | 15 juillet 2022  | Frère du précédent, il est prince impérial jusqu'à la mort de ce dernier. Il se pose ensuite comme prétendant au trône du Brésil.                                                                               |
| Antônio d'Orléans-Bragance (24 juin 1950 – 8 novembre 2024)              | Antônio d'Orléans-Bragance        | 15 juillet 2022  | 8 novembre 2024  | Frère du précédent, il accède au titre de prince impérial du Brésil à la mort de leur frère aîné, le prince Luiz, en 2022.                                                                                      |
| Raphaël d'Orléans-Bragance (né le 24 avril 1986)                         | Illustration manquante            | 8 novembre 2024  | En cours         | Fils du précédent, il accède au titre de prince impérial du Brésil à la mort de son père, le prince Antônio, en 2024.                                                                                           |